# U 348
U 348 war ein deutsches U-Boot vom Typ VII C, das am 30. März 1945 bei einem Luftangriff auf die Hamburger Werft Blohm & Voss durch die Gruppen 1 und 6 der Royal Canadian Air Force (RCAF) und die Gruppe 8 des Royal Air Force (RAF) Bomber Command zerstört und versenkt wurde.
Bei dem Angriff starben drei Menschen, die Anzahl der Überlebenden ist unbekannt.
Das Boot wurde gehoben und nach Kriegsende abgewrackt.

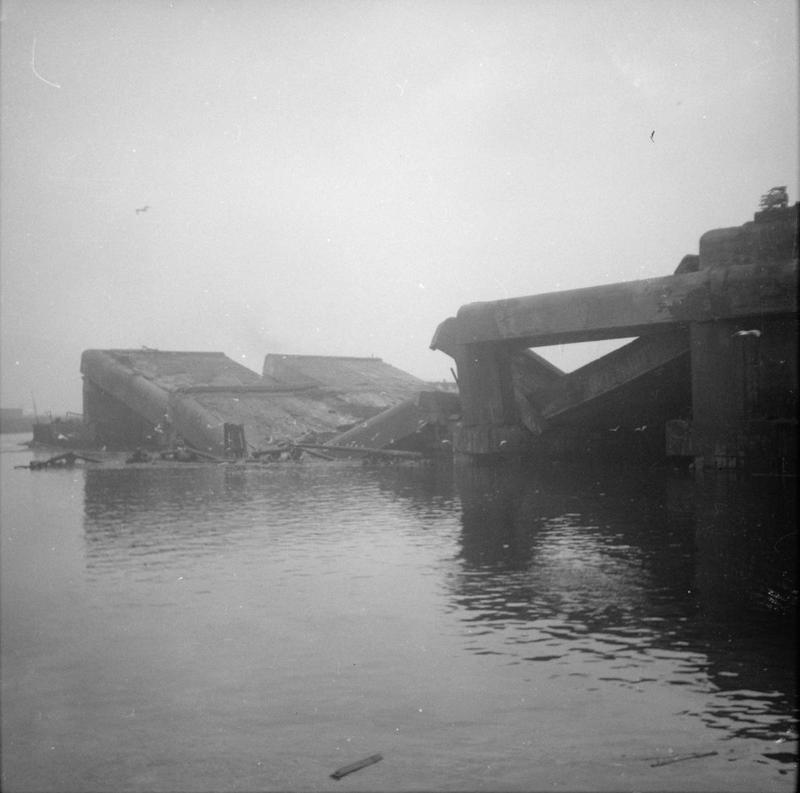
Zerstörter U-Boot-Bunker Hamburg-Finkenwerder